# Kijk in de Pot
Kijk in de Pot (spreek uit als Kiek in de Pot, Bergs: De Kiek) is de naam van een stadspark en voormalig militair terrein in de Nederlandse stad Bergen op Zoom (provincie Noord-Brabant). Het bevindt zich ten zuidwesten van de binnenstad. Het gebied meet 20 ha.

## Geschiedenis
Het gebied is gelegen op de steilrand van de Brabantse Wal tegenover een aantal polders, die echter door de Sint-Felixvloed van 1530 door het water werden verzwolgen. Hierna werd het terrein onder meer gebruikt door pottenbakkers om klei te winnen. In het kader van de modernisering van de vestingwerken van Bergen op Zoom werd in 1606 op het terrein een redoute gebouwd. Aan het uitzicht dat deze hooggelegen redoute over de Oosterschelde bood is de naam Kijk in de Pot afkomstig. Nog vóór het Beleg van Bergen op Zoom van 1622 werd de redoute door een retranchement met het Bossche Bolwerk bij de Bospoort verbonden.
In 1698 begonnen de moderniseringswerken onder leiding van Menno van Coehoorn. In 1701 was het werk gereed. Er kwamen drie lunetten, Camus, Rasant en Kijk in de Pot genaamd. De redoute werd gesloopt vervangen door een grotere, die Op het Schor of Slikredoute werd genoemd, en bestond uit een rechthoekige, omwalde ruimte die voorzien was van artilleriegeschut. Dit diende ertoe om bescherming te bieden tegen eventuele vijanden die vanuit de Oosterschelde de stad zouden naderen. De redoute heeft dienstgedaan tijdens de inname van de stad door de Fransen in 1747, en nogmaals in 1814, toen de Engelsen de Franse bezettingsmacht aanvielen.
Nadat de vesting was opgeheven bleef het gebied tot ver in de 20e eeuw in gebruik als militair oefenterrein. In 1921 werd een deel van het terrein vrijgegeven voor bebouwing. De rest van het terrein bleef Rijkseigendom, maar werd in 1979 verkocht aan de gemeente Bergen op Zoom. In 1986 werd een bos aangeplant.

## Stadspark
In 1998 werd besloten om het terrein, dat inmiddels aan de Binnenschelde grensde, in te richten als stadspark. Bergse kunstenaars brachten op de nog aanwezige kogelvangers teksten aan, zoals:
Door tij & tijd bestendigt
deze verschansing woorden
die zich niet laten kennen:
strijd roert ons tot wie we zijn
in de dunte der dagen.

## Externe bron
- Archeologie
- Kunstweken